# Françay
Françay ist eine französische Gemeinde im Département Loir-et-Cher in der Region Centre-Val de Loire mit 271 Einwohnern (Stand: 1. Januar 2022). Sie gehört zum Arrondissement Blois und zum Kanton Veuzain-sur-Loire. 

## Geographie
Die Gemeinde Françay liegt etwa 16 Kilometer westlich von Blois. Durch das Gemeindegebiet führt die Autoroute A10. Nachbargemeinden von Françay sind Gombergean im Nordwestenen und Norden, Lancôme im Norden, Landes-le-Gaulois im Nordosten, Herbault im Osten und Südosten, Santenay im Süden, Saint-Étienne-des-Guérets im Südwesten und Westen sowie Saint-Cyr-du-Gault im Westen.

## Bevölkerungsentwicklung
| Jahr                       | 1962 | 1968 | 1975 | 1982 | 1990 | 1999 | 2006 | 2012 | 2021 |
| -------------------------- | ---- | ---- | ---- | ---- | ---- | ---- | ---- | ---- | ---- |
| Einwohner                  | 292  | 276  | 221  | 222  | 227  | 231  | 279  | 291  | 272  |
| Quellen: Cassini und INSEE |      |      |      |      |      |      |      |      |      |

## Sehenswürdigkeiten

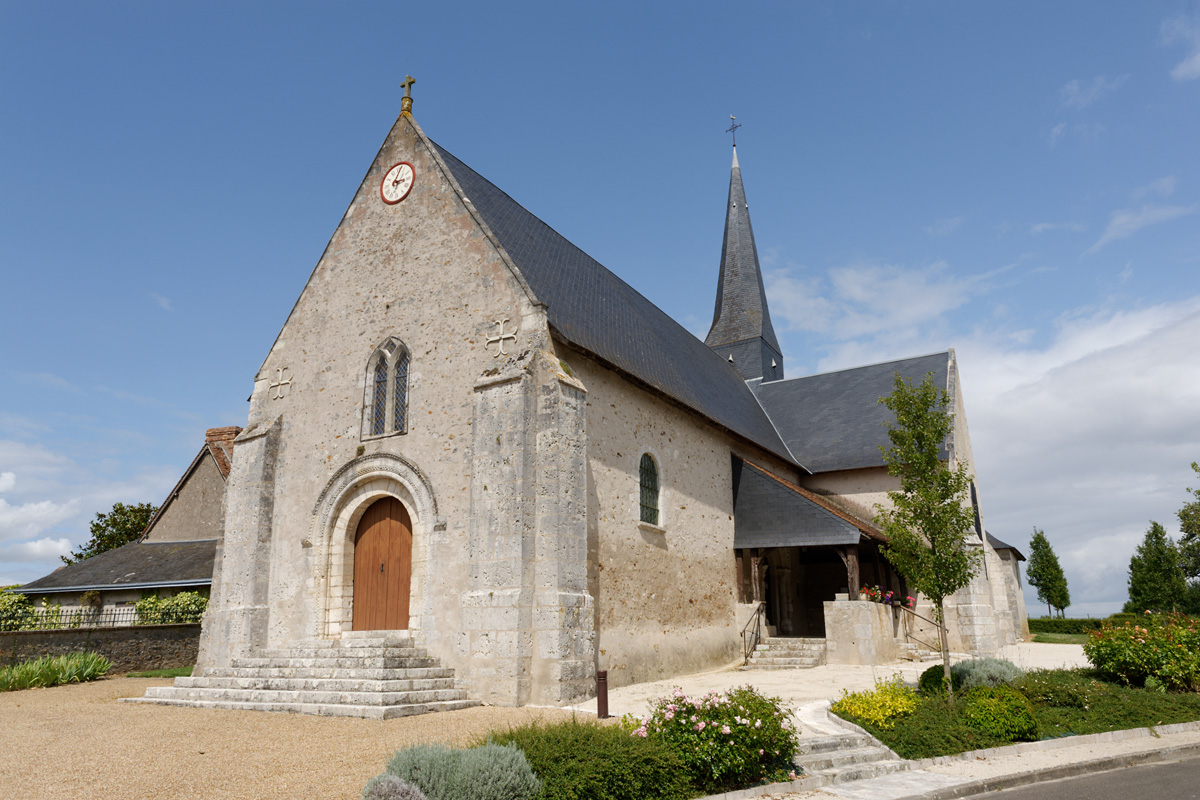
Kirche Notre-Dame

- Kirche Notre-Dame